# Rittergut Kössern

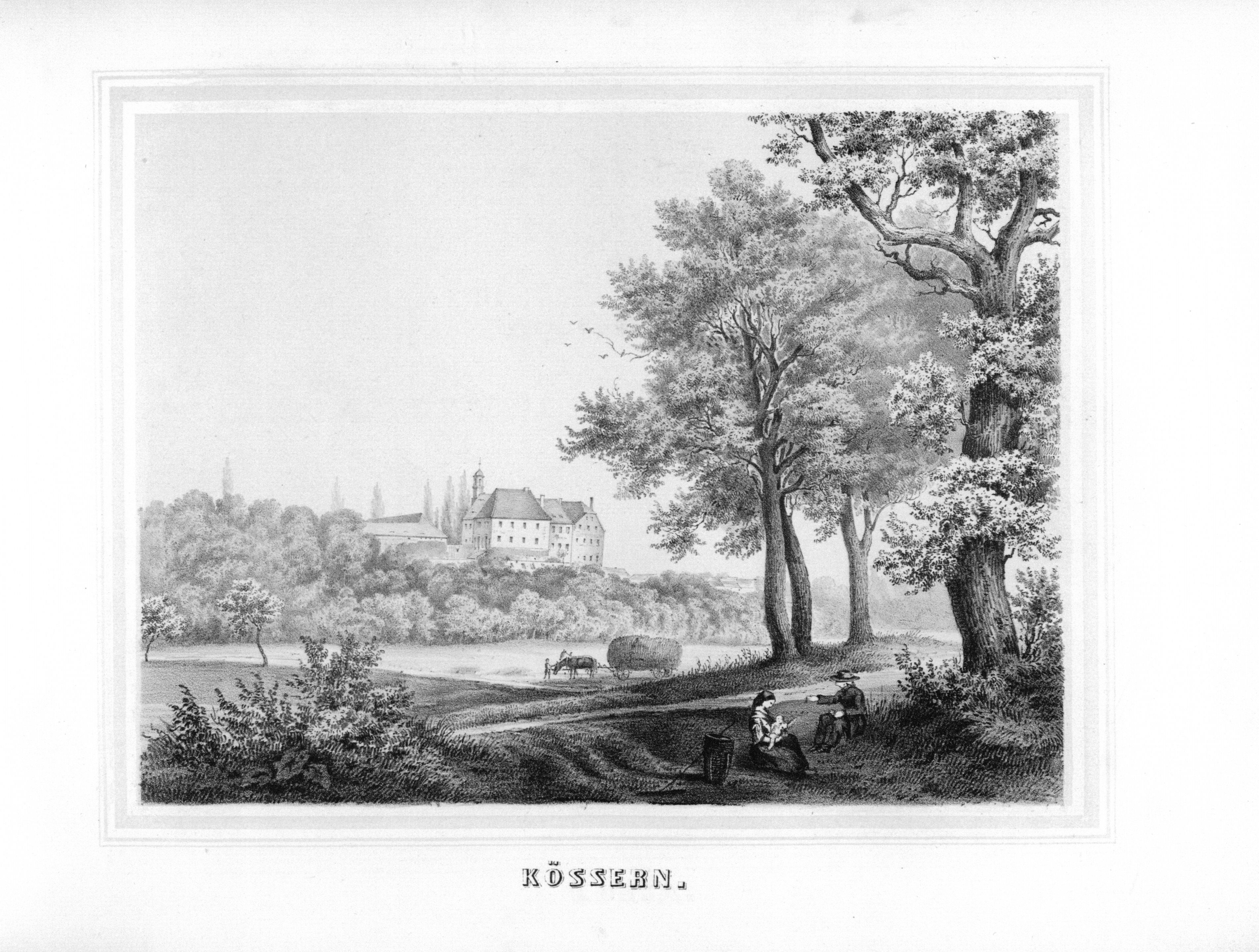
Historische Aufnahme des Rittergutes Kössern

Das Rittergut Kössern ist ein historischer Gebäudekomplex im Ortsteil Kössern der Großen Kreisstadt Grimma im Landkreis Leipzig, Sachsen. Der nahezu geschlossene Baukomplex umfasst ein freistehendes Herrenhaus im Stil der Neorenaissance mit markanten Giebeln sowie einen angrenzenden, weitläufigen Terrassengartenbereich. Zum Anwesen gehören zudem ein Barockgarten mit Brunnen und ein Boskett. Die Ursprünge des Ritterguts gehen auf slawische Siedlungen aus dem 9. Jahrhundert zurück. Erstmals urkundlich erwähnt wurde es im Jahr 1541, als es an Nikol von Techwitz belehnt wurde. Das gesamte Areal, einschließlich der Gebäude, Gärten und des Bosketts, steht als Sachgesamtheit unter Denkmalschutz.

## Geographische Lage
Das Rittergut Kössern befindet sich landschaftlich reizvoll auf einem etwa 12 Meter hohen Quarz-Porphyr-Felssporn oberhalb der vereinigten Mulde im Ortsteil Kössern der großen Kreisstadt Grimma im Landkreis Leipzig, Sachsen. Geografisch liegt es etwa 35 Kilometer südöstlich von Leipzig und rund 70 Kilometer nordwestlich der sächsischen Landeshauptstadt Dresden, eingebettet in die sanfte Hügellandschaft des Muldentals, einer Region, die für ihre zahlreichen Schlösser und Burgen bekannt ist.
Das Rittergut ist am südwestlichen Rand von Kössern gelegen, mit einer markanten Südwestausrichtung des Herrenhauses und der angrenzenden Gartenanlagen, die über dem Muldental thronen. In unmittelbarer Nähe befinden sich der Thümmlitzsee, der Thümmlitzwald sowie das Jagdhaus Kössern. Etwa zwei Kilometer flussaufwärts, im Nachbarort Sermuth, vereinigen sich die Freiberger und die Zwickauer Mulde zur Vereinigten Mulde. Diese landschaftlich herausragende Lage macht das Rittergut Kössern zu einem bedeutenden Teil des kulturellen und historischen Erbes der Region.

## Geschichte

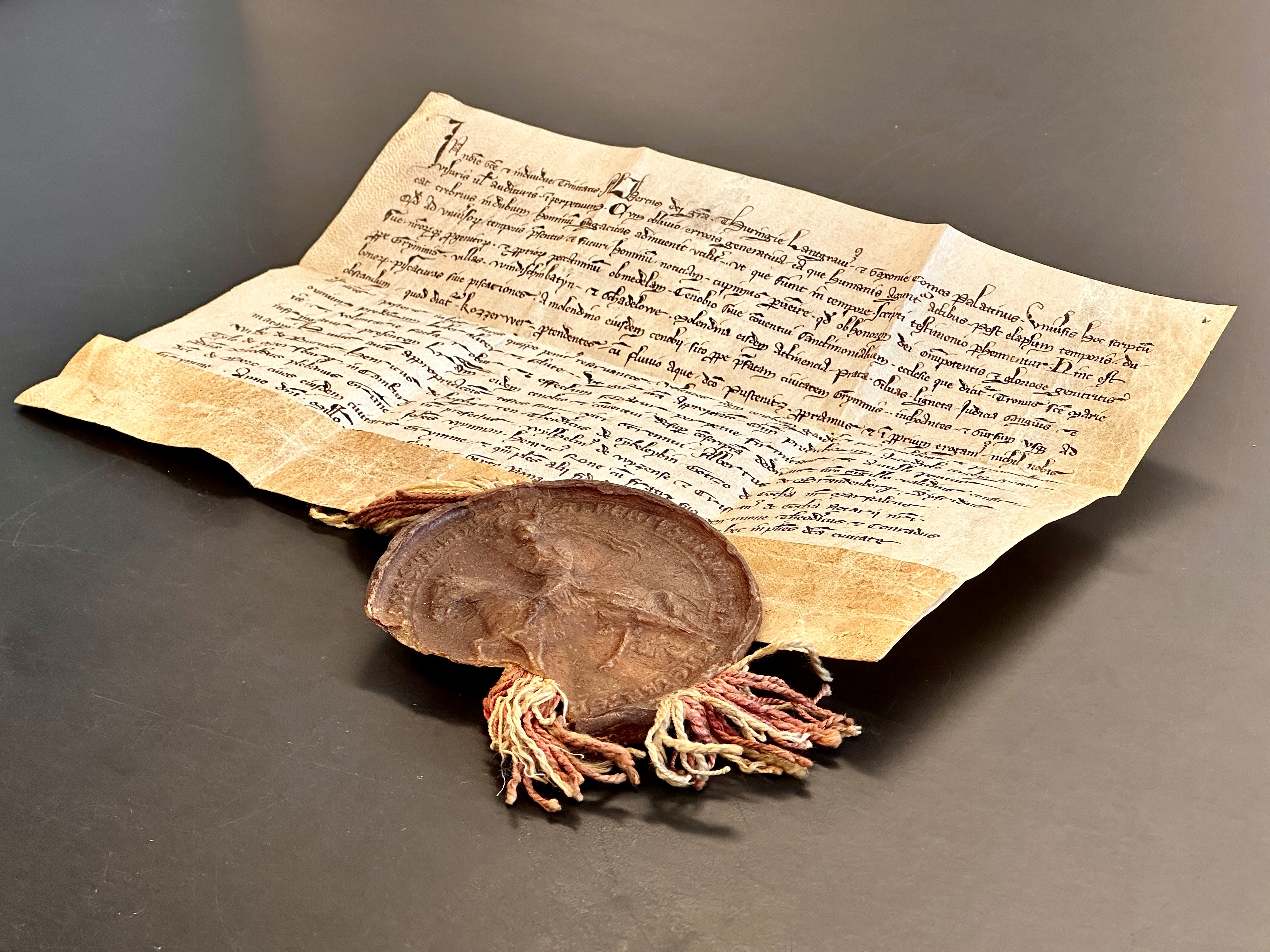
Ersterwähnungsurkunde Kozzerwer 1300

Das Rittergut Kössern hat eine Geschichte, die bis in das frühe Mittelalter zurückreicht. Bereits um das Jahr 800/900 n. Chr. entstand auf dem Areal eine slawische Siedlungsanlage, was den Beginn der Besiedlung dieses Gebiets markiert. Die erste urkundliche Erwähnung des Ortes Kössern erfolgte im Jahr 1300 im Zusammenhang mit der Übereignung von Fischereirechten an das Kloster Marienthron in Nimbschen. Zu dieser Zeit war der Ort als Reichslehen der Herrschaft Colditz zugeordnet und unterstand dem Amt Colditz. Mit der Übernahme der Herrschaft Colditz durch die Wettiner wurde Kössern in die Verwaltung dieser einflussreichen Adelsfamilie integriert. Im 16. Jahrhundert erlangte Kössern den Status der Schriftsässigkeit und war damit direkt der kurfürstlichen Kanzlei unterstellt.

### Frühes Mittelalter und Errichtung des Herrensitzes
Die Entstehung des befestigten Herrensitzes, der den Grundstein für das spätere Rittergut legte, ist eng mit der Familie von Kozzer verbunden. Im Jahr 1348 wird der Herrensitz erstmals als Besitz des Apez von Kozzer urkundlich erwähnt, was seine Bedeutung als lokale Machtzentrale unterstreicht. Diese Zeit markiert die mittelalterliche Festigung des Herrensitzes, der im Laufe der Jahrhunderte von verschiedenen Adelsfamilien verwaltet wurde. Bis 1541 blieb das Rittergut im Besitz der Familie von Arras, bevor es mehrfach den Besitzer wechselte.

### Besitzwechsel in der Frühen Neuzeit
Ab 1541 wurde das Rittergut Kössern durch Nikol von Techwitz übernommen, und nur sieben Jahre später, im Jahr 1548, erfolgte eine erneute Belehnung durch Jobst von Loß. In den folgenden Jahrzehnten erlebte das Rittergut eine Reihe von Besitzerwechseln, was auf die dynastischen und wirtschaftlichen Herausforderungen dieser Zeit hindeutet. 1568 ging der Besitz an Abraham von der Oelsnitz über, und 1586 wurde Dietrich von Haugwitz mit dem Rittergut belehnt. 1592 trat dessen Sohn, Siegmund von Haugwitz, in die Fußstapfen seines Vaters und übernahm das Anwesen.
Bis zum Jahr 1639 blieb das Rittergut im Besitz der Familie von Haugwitz. Nach dem Tod von Hanns Gottfried von Haugwitz ging das Rittergut an Hanns Dietrich von Erdmannsdorff über, der mit Margarete Katharina von Lohma (verwitwete von Zeschau) verheiratet war. Er teilte die Belehnung mit seinem Verwandten Nikol von Erdmannsdorff sowie Hans Ernst von Lohma. Diese Mitbelehnung wurde 1657 erneuert, wobei die Söhne Hans Ernst von Lohma des Älteren, Hans Ernst und Jobst Sigismund von Lohma ebenfalls beteiligt wurden. Eine weitere Belehnung fand 1692 statt, als Hans Ernst von Lohma der Ältere und seine Söhne erneut in den Besitz des Ritterguts gelangten.
Seit dem Jahr 1668 wurde dem Rittergut Kössern die Schriftsässigkeit verliehen, was seine Besitzer berechtigte, direkte Korrespondenz mit der kurfürstlichen Kanzlei zu führen. Ab 1687 erhielten die Besitzer zudem das Recht auf Landtagsfähigkeit, wodurch sie während der Sitzungen des Landtags eine Auslöse beanspruchen konnten. Diese Rechte unterstrichen den wachsenden politischen Einfluss und die Bedeutung der Besitzer des Ritterguts in der Verwaltung und Politik des Kurfürstentums.

### Blütezeit unter der Familie von Erdmannsdorff
Im Jahr 1693 erfolgte die Belehnung von Wolff Dietrich von Erdmannsdorff, der als Oberhofjägermeister und Ältestenminister am Hofe von August dem Starken eine bedeutende Rolle spielte. Mit ihm begann die Blütezeit des Ritterguts Kössern, das in dieser Phase stark ausgebaut wurde. Zeitgleich wurde Hans Ernst Dietrich von Erdmannsdorff, sein Bruder und königlich-polnischer sowie kurfürstlich-sächsischer Hausmarschall am Hofe von August dem Starken, mitbelehnt. Hans Ernst Dietrichs Söhne, Johann Friedrich von Erdmannsdorff (Landjägermeister) und Ernst Ferdinand von Erdmannsdorff (Kammerherr und Hausmarschall), führten die Geschicke des Guts nach 1733 weiter.
Zwischen 1703 und 1718 ließ Wolff Dietrich von Erdmannsdorff große Bauvorhaben umsetzen, die den Charakter des Dorfes Kössern nachhaltig veränderten. Er siedelte 45 Handwerker im Dorf an und initiierte den Bau von 45 Wohnhäusern, einer Schenke, einer Mühle sowie das Jagdhaus mit dem sogenannten Kavalierhaus. Bereits 1695 war das Herrenhaus des Ritterguts grundlegend neu aufgebaut worden, was den Beginn einer umfassenden Modernisierung des gesamten Anwesens markierte.
Im Februar 1758 wurde Friedrich Wilhelm von Erdmannsdorff, der Sohn von Ernst Ferdinand von Erdmannsdorff, mit dem Rittergut belehnt. Friedrich Wilhelm bekleidete das Amt des Herzoglich Dessauischen Kammerjunkers, und unter seiner Leitung setzte sich die positive wirtschaftliche Entwicklung des Ritterguts fort.

### Aufstieg unter bürgerlichem Besitz
Im November 1772 erwarb der Chemnitzer Kaufmann Christian Friedrich Abendroth das Rittergut für 24.500 Reichstaler und 500 Reichstaler für das „vererbte“ Pferdnergut. Diese Übernahme durch einen bürgerlichen Besitzer markierte eine entscheidende Zäsur in der Geschichte des Ritterguts. Christian Friedrich Abendroth wurde 1793 von Kaiser Franz II. in den Adelsstand erhoben. Ab 1811, nach dem Tod Christian Friedrichs, übernahm dessen vierter Sohn Ferdinand Fürchtegott von Abendroth das Anwesen, gefolgt von seinem Sohn Hermann von Abendroth, der das Rittergut ab 1827 verwaltete.
1884 wurde das Gut an Alfred von Abendroth weitergegeben, den ältesten Sohn Hermanns, und zehn Jahre später, am 23. April 1894, übernahm dessen Bruder Max von Abendroth das Rittergut. Die Familie Abendroth prägte das Anwesen über mehrere Generationen hinweg, indem sie den Landbesitz kontinuierlich erweiterte. Besonders hervorzuheben ist der Zukauf von Waldflächen im Thümmlitzer Wald, wodurch der Waldbesitz des Ritterguts erheblich anwuchs. Zum Ende des 19. Jahrhunderts betrug der Landbesitz des Ritterguts rund 221 Hektar. Nach dem Tod von Max von Abendroth ging das Gut im Jahr 1903 auf dessen Sohn Max Hermann Ferdinand von Abendroth über.

### Enteignung und Nachkriegszeit
Nach dem Ende des Zweiten Weltkriegs wurde das Rittergut am 13. September 1945 im Rahmen der Bodenreform enteignet. Der umfangreiche Landbesitz wurde an landarme und landlose Bauern sowie Umsiedler verteilt. In den 1960er Jahren übernahm eine Landwirtschaftliche Produktionsgenossenschaft (LPG) mit Sitz in Großbothen die Bewirtschaftung des Anwesens, was zu einer grundlegenden Veränderung der landwirtschaftlichen Nutzung führte.

### Neuanfang und Gegenwart
Im Jahr 2006 wurde das Rittergut von der Gemeinde Großbothen zwangsversteigert und an eine Privatperson aus Irland verkauft. Sechs Jahre später, im Jahr 2012, erwarb die Rittergut Kössern eGbR das Anwesen und begann eine umfangreiche Sanierung, die schrittweise das Herrenhaus, den ehemaligen Kuhstall, den Innenhof sowie den Barock-Brunnen-Garten umfasste. Die Nebengebäude wurden ebenfalls restauriert. Heute ist das Rittergut nahezu vollständig der Öffentlichkeit zugänglich und wird unter anderem als Eventzentrum genutzt. Im umgebauten Kuhstall befindet sich ein Veranstaltungsort für Hochzeiten sowie ein Hofladen mit angeschlossenem Café, das von April bis November geöffnet ist und für seine regionale Produktvielfalt geschätzt wird.

## Ensemble
Das Ensemble des Ritterguts Kössern besteht als Sachgesamtheit aus mehreren bedeutenden Gebäuden und Gartenanlagen, die das historische und architektonische Erbe des Ortes prägen. Das Herrenhaus, das Gesindehaus, der ehemalige Kuhstall sowie die umfangreichen Gartenanlagen (bestehend aus Terrassengarten, Innenhof und Barock-Brunnengarten) bilden ein  harmonisches Ganzes, das durch umfangreiche Restaurierungen wiederhergestellt wurde.

### Herrenhaus

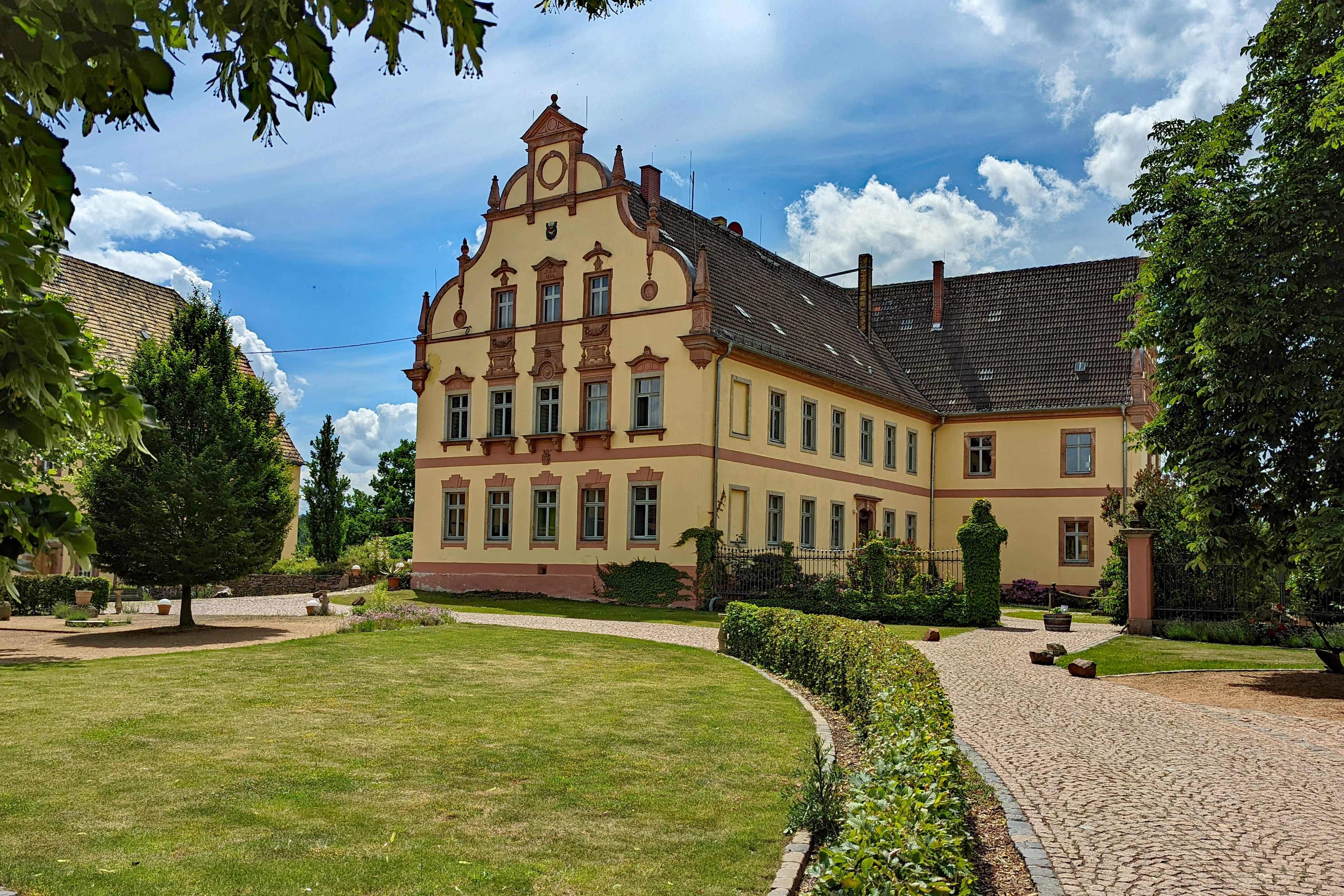
Saniertes Herrenhaus

Das Herrenhaus des Ritterguts Kössern ist das zentrale Bauwerk der Anlage und beeindruckt durch seine Architektur. Die Grundmauern gehen auf einen mittelalterlichen Wohnturm zurück. Es wurde in seiner heutigen Gestalt 1695 von Wolf Dietrich von Erdmannsdorff errichtet und geht auf die Entstehungszeit um 1500 zurück. Es thront auf einer zwölf Meter hohen Porphyrkuppe über der Muldeaue, was ihm eine imposante Lage und Aussicht verschafft. Die ursprüngliche Architektur des Herrenhauses folgte dem Barockstil, der durch Symmetrie, Monumentalität und eine repräsentative Fassadengestaltung gekennzeichnet war. 1871 wurde das Gebäude im Stil der Neorenaissance umgestaltet, was sich insbesondere in der Fassaden-/Giebelgestaltung widerspiegelt.
Die Fassade des Herrenhauses ist geprägt von aufwendigen Stuckverzierungen und mehreren Wappen, die die Zugehörigkeit des Hauses zu bedeutenden Adelsfamilien bezeugen. Besonders hervorzuheben sind die Wappen der Familien von Erdmannsdorff und von Abendroth, die sich prominent über den Fensterreihen des Nordgiebels befinden. Der Neorenaissance-Stil ist durch die Verwendung von symmetrischen Fensterreihen, Gesimsen und Balustraden gekennzeichnet, die dem Bau eine harmonische und gleichzeitig prunkvolle Erscheinung verleihen. Der zentrale Blick beim Betreten des Areals wird neben dem Nordgiebel des Herrenhauses, durch ein großes Portal (fehlendes schmiedeeisernes Tor) erweitert, das den Zugang zum Rondell-Innenhof und den übrigen Teilen der Anlage ermöglicht.
Im Inneren des Herrenhauses spiegelt sich der repräsentative Charakter wider. Die großzügigen Räume, die hohen Decken und die architektonischen Details im wiederhergestellten Gothsche Saal (Sitz der Gerichtsbarkeit) betonen den Status des Herrenhauses als Sitz des Adels. Heute dient das Herrenhaus als Wohnhaus, wobei die historischen Elemente während der Sanierung erhalten und restauriert wurden, um den ursprünglichen Charme des Gebäudes zu bewahren.

### Gesindehaus
Das Gesindehaus des Ritterguts Kössern ist ein weiteres markantes Gebäude im Ensemble des Guts. Ursprünglich als Unterkunft für die Bediensteten des Ritterguts errichtet, spiegelt es die funktionale Architektur wider, die für die Nebenbauten großer Adelssitze typisch war. Im Gegensatz zum prunkvollen Herrenhaus weist das Gesindehaus eine schlichtere Gestaltung auf, die sich jedoch harmonisch in das Gesamtbild der Gutsanlage einfügt.
Das Gebäude besteht aus einem rechteckigen Baukörper mit einem einfachen Satteldach. Die Fenster und Türen sind symmetrisch angeordnet, um eine klare und funktionale Struktur zu schaffen, die jedoch den Bedürfnissen der Bediensteten gerecht wurde.

### Ehemaliger Kuhstall
Der ehemalige Kuhstall des Ritterguts Kössern hat eine beeindruckende Transformation durchlaufen. Ursprünglich als landwirtschaftliches Gebäude genutzt, wurde der Kuhstall im Zuge der umfassenden Sanierung der Anlage zu einem Veranstaltungszentrum umgebaut. Heute beherbergt er neben einem Hofladen auch Tagungs- und Ausstellungsräume sowie ein Café. Besonders beliebt ist der Kuhstall als Veranstaltungsort für Hochzeiten und kulturelle Events, was ihm eine neue Bedeutung innerhalb der Gutsanlage verleiht.

### Gartenanlagen

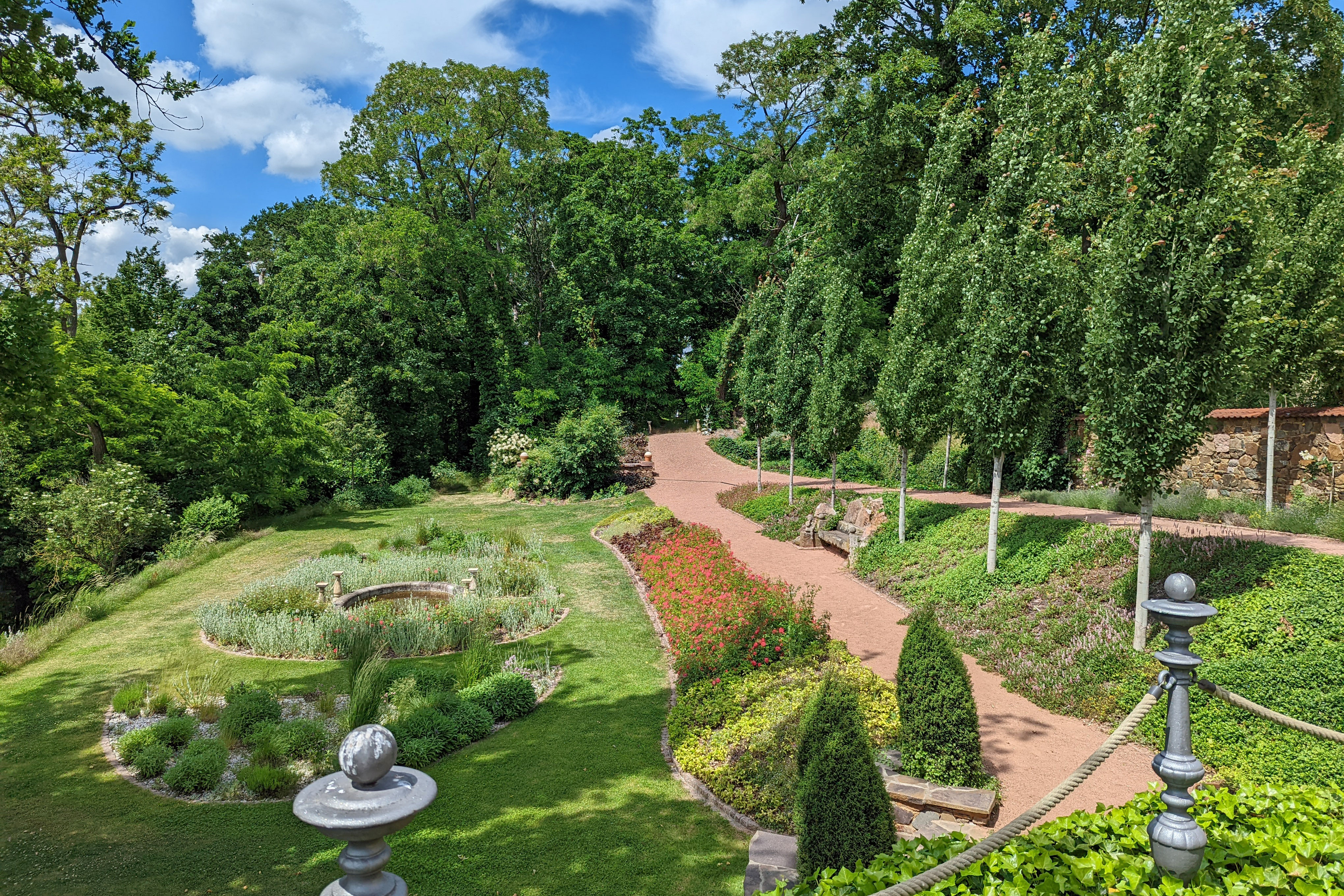
Barock-Brunnengarten

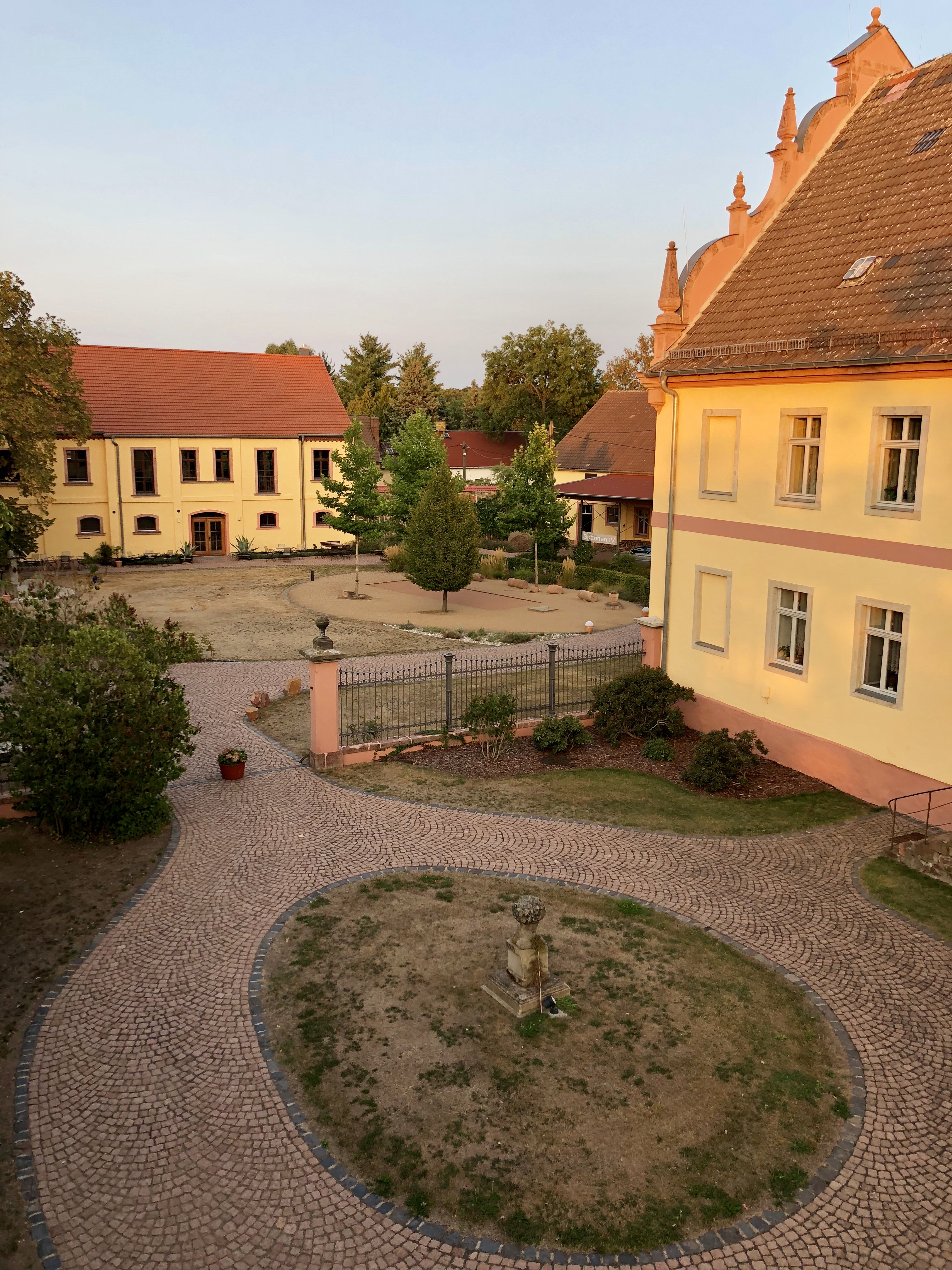
Rondell im Innenhof des Rittergutes Kössern

Die Gartenanlagen des Ritterguts Kössern bestehen aus mehreren Bereichen, die nach barockem Vorbild angelegt wurden. Sie umfassen den Terrassengarten, den Innenhof und den Barock-Brunnengarten, die das Ensemble ergänzen und den repräsentativen Charakter des Ritterguts unterstreichen.
Terrassengarten: Der Terrassengarten ist ein prägnantes Merkmal der Gutsanlage. Er erstreckt sich von der Rückseite des Herrenhauses bis hinunter zur Muldenaue und bietet eine beeindruckende Aussicht auf die umliegende Landschaft. Die Terrassen sind durch Bruchsteinmauern gegliedert und waren einst Obst- und Nutzgärten, in denen Spalierobst und Wein angebaut wurden. Die Treppenanlagen und Rampen, die die Terrassen miteinander verbinden, sind wichtige gestalterische Elemente, die den barocken Einfluss der Anlage verdeutlichen.
Innenhof: Der Innenhof des Ritterguts ist das Bindeglied der Anlage und wird von den umliegenden Gebäuden umschlossen. Er dient als Verbindung zwischen den verschiedenen Teilen des Ritterguts und bildet einen einladenden Raum für Besucher. Hier befindet sich heute ein Hofladen, der regionale Produkte anbietet, sowie Sitzmöglichkeiten, die zur Entspannung einladen. Der Innenhof spiegelt die funktionale und zugleich repräsentative Nutzung der Anlage wider.
Barock-Brunnengarten: Der Brunnengarten ist das Schmuckstück der Gartenanlagen und wurde nach historischen Plänen und Luftaufnahmen von 1930 rekonstruiert. Er ist als Parterre gestaltet, wobei kunstvolle Blumenbeete, ein zentraler, 300 Jahre alter Brunnen und ornamentale Gestaltungselemente dominieren. Die symmetrische Anordnung und die geometrischen Formen der Beete und Wege sind typische Merkmale der barocken Gartenkunst. Der Brunnengarten bietet eine ruhige und idyllische Atmosphäre und unterstreicht den repräsentativen Charakter des Ritterguts.

## Berühmte Persönlichkeiten
- Wolf Dietrich von Erdmannsdorff
- Friedrich Wilhelm von Erdmannsdorff
- Christian Friedrich von Abendroth

## Besonderheiten

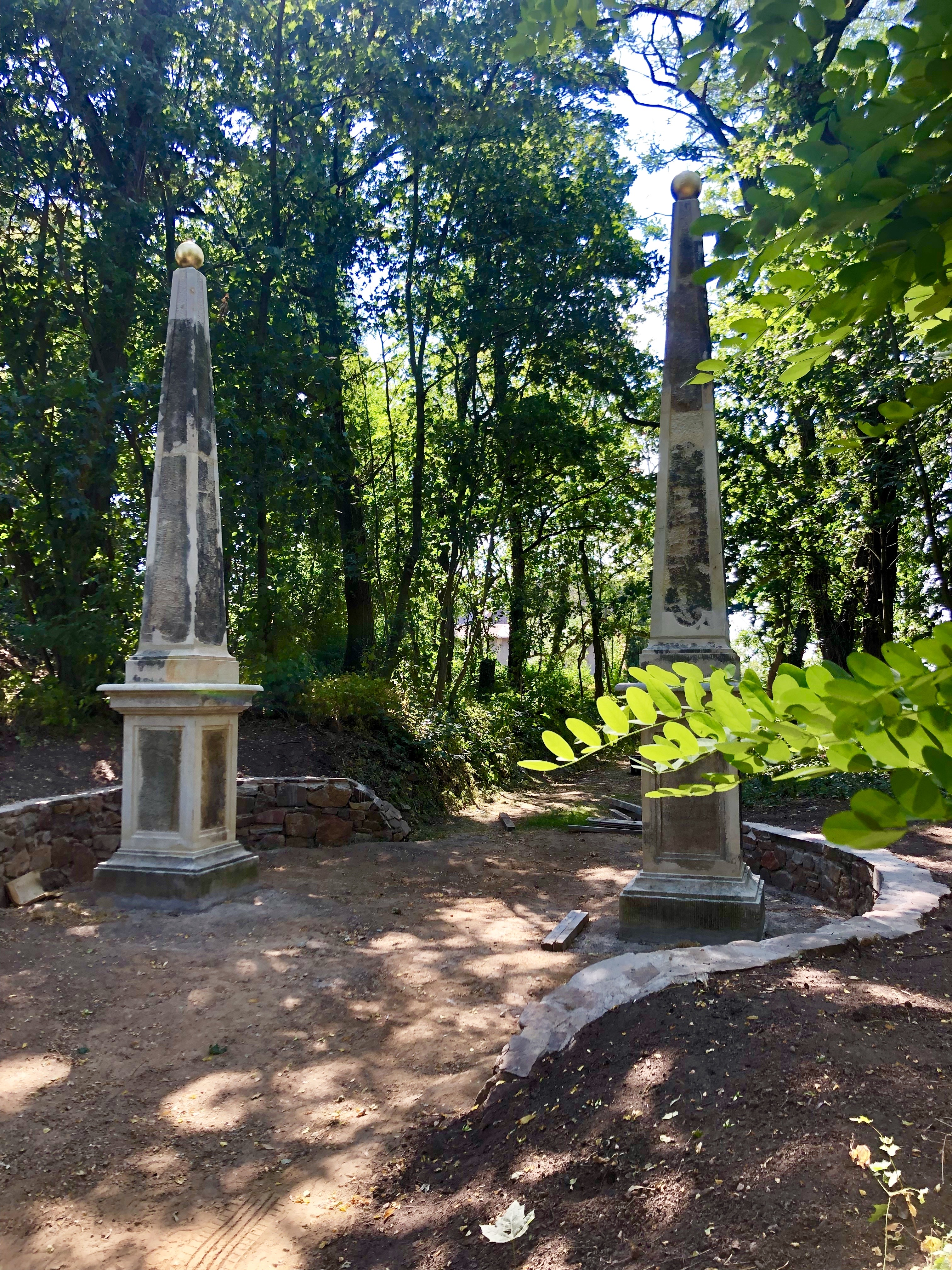
Saniertes Obeliskenpaar

### Obelisken
Das Rittergut Kössern besitzt im angrenzenden Boskett des Barock-Brunnengartens zwei markante, rund sechs Meter hohe Obelisken, die ein besonderes regionales Alleinstellungsmerkmal darstellen. Diese monumentalen Obelisken wurden 2019 nach umfangreichen Restaurierungsarbeiten wieder an ihrer historischen Stelle errichtet. Es handelt sich dabei um den zweiten überlieferten Standort dieser Säulen, die ursprünglich um 1711 aufgestellt wurden, was durch die eingravierte Jahreszahl „1711“ auf den Obelisken bezeugt wird. Diese Zahl verweist auf das Erbauungsdatum und die über 300-jährige Geschichte der Obelisken, die aus Cottaer Sandstein gefertigt sind.
Die Restaurierung der Obelisken umfasste sowohl die Wiederherstellung von beschädigten Teilen als auch steinkonservatorische Maßnahmen, um ihren historischen Charakter zu bewahren. Neben den ursprünglichen Inschriften wie „Oberhofjägermeister“ und den Initialen „WDvE“, die für den damaligen Besitzer Wolf Dietrich von Erdmannsdorff stehen, sind auch Spuren aus den vergangenen Jahrzehnten auf den Obelisken sichtbar. Diese Inschriften sowie die restaurierten Obelisken fügen sich in die Blickbeziehung zum wiederhergestellten Barockgartens ein und betonen die historische Bedeutung des Ritterguts als Jagdresidenz im frühen 18. Jahrhundert.

### Sandsteinfiguren

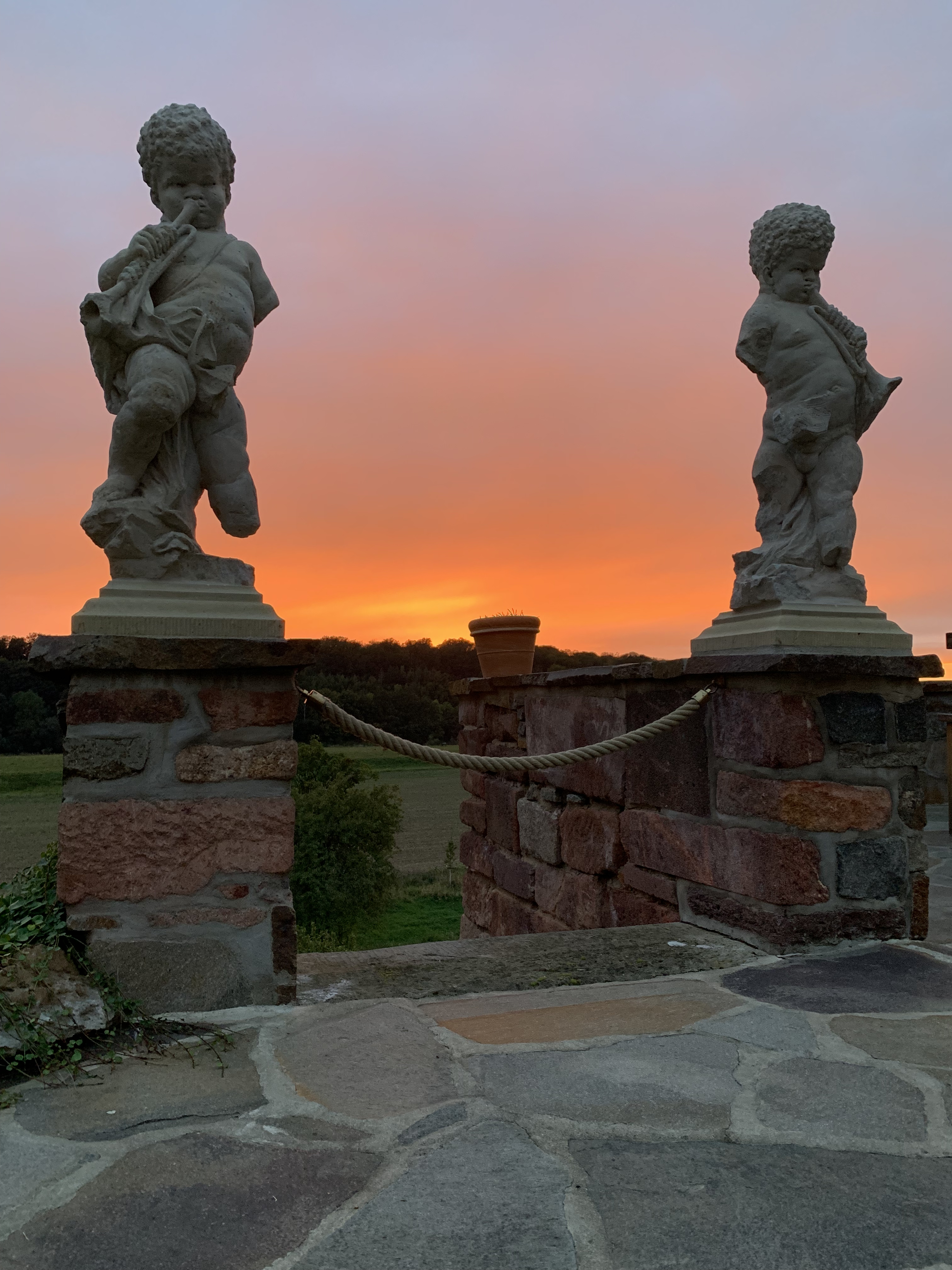
Sandstein-Trompeter des Rittergutes Kössern

Eine weitere Besonderheit des Ritterguts Kössern sind die wiederentdeckten barocken Sandsteinfiguren. Bei Fundamentarbeiten am Altan des Westflügels des Herrenhauses wurden Einzelteile dieser Figuren geborgen. Nach eingehender Begutachtung durch die Denkmalschutzbehörde wurde die Vermutung geäußert, dass diese Skulpturen aus der Werkstatt des bedeutenden Bildhauers Balthasar Permoser stammen könnten. Permoser, bekannt für seine Werke im Stil des Barock, prägte die Bildhauerkunst dieser Epoche, und somit stellen diese Figuren wertvolle Zeugnisse barocker Bildhauerkunst dar.
Besonders hervorzuheben sind zwei Sandstein-Trompeter, die aus mehreren Einzelteilen zusammengesetzt wurden. Diese Figuren, die aus einer geringen Anzahl von Bruchstücken rekonstruiert werden konnten, zieren nun den Abgang vom Plateau auf die erste Terrassenebene. Neben den Trompetern befinden sich im Innenhof des Ritterguts zwei weitere Sandsteinfiguren, die allerdings kopflos sind. Trotz ihres beschädigten Zustands sind auch diese Figuren wichtige Relikte der historischen Ausstattung des Ritterguts.

### Wappen
Am Herrenhaus des Ritterguts Kössern befinden sich insgesamt drei historische Wappen, die die Vergangenheit des Anwesens und seiner Besitzerfamilien dokumentieren.

#### Familienwappen der Familie von Erdmannsdorff

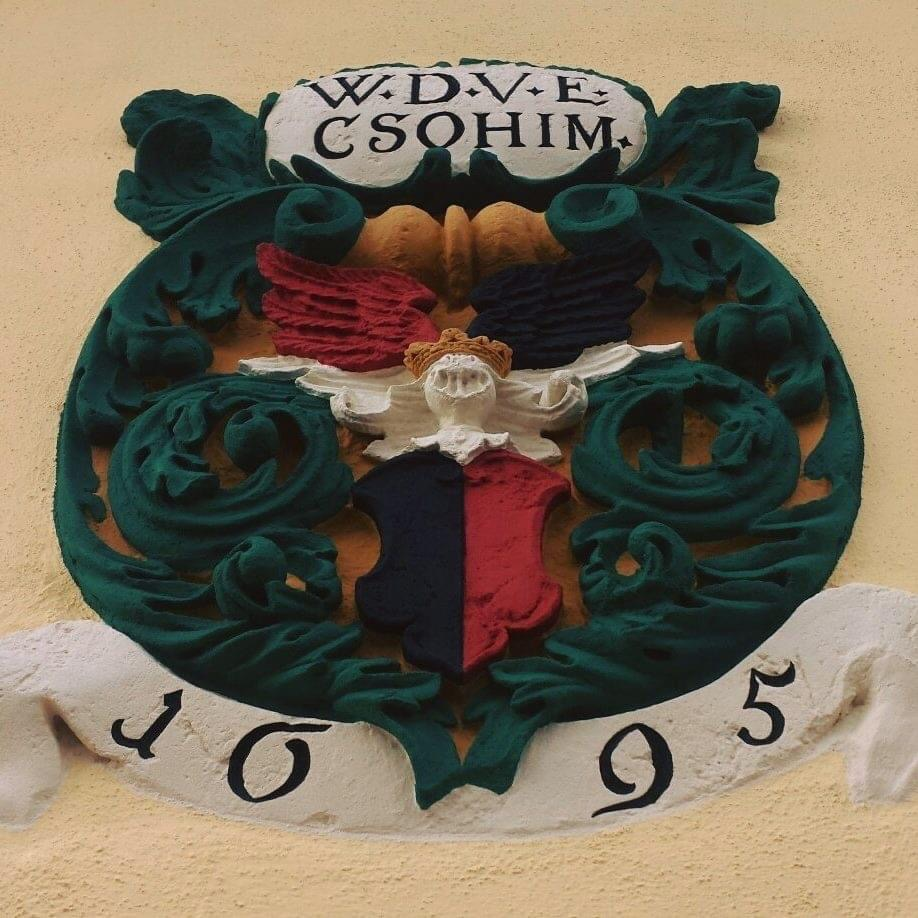
Wappen WDvE 1695 auf dem Nordgiebel

Ein Wappen der Familie von Erdmannsdorff befindet sich im Neorenaissance-Nordgiebel des Herrenhauses, oberhalb der letzten Fensterreihe. Dieses Wappen ist ein Zeugnis der Zeit, als Wolf Dietrich von Erdmannsdorff das Anwesen als Oberhofjägermeister im 17. Jahrhundert besaß. Es ist zentral in die Fassade integriert und betont die Bedeutung der Familie in der Geschichte des Ritterguts.
Ein weiteres Wappen befindet sich über dem ehemaligen Garteneingang des Ritterguts Kössern. Dieses Wappen ist in einer roten Porphyr-Banderole eingefasst und trägt die Initialen „WDvE“, was für Wolf Dietrich von Erdmannsdorff steht. Es verweist auf das Jahr 1695, in dem umfangreiche Bauarbeiten am Rittergut stattfanden.

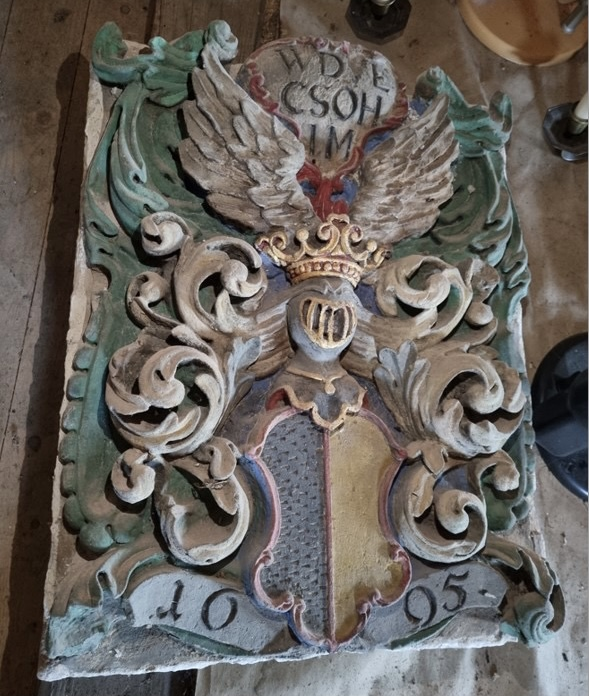
Wappen WDvE 1695
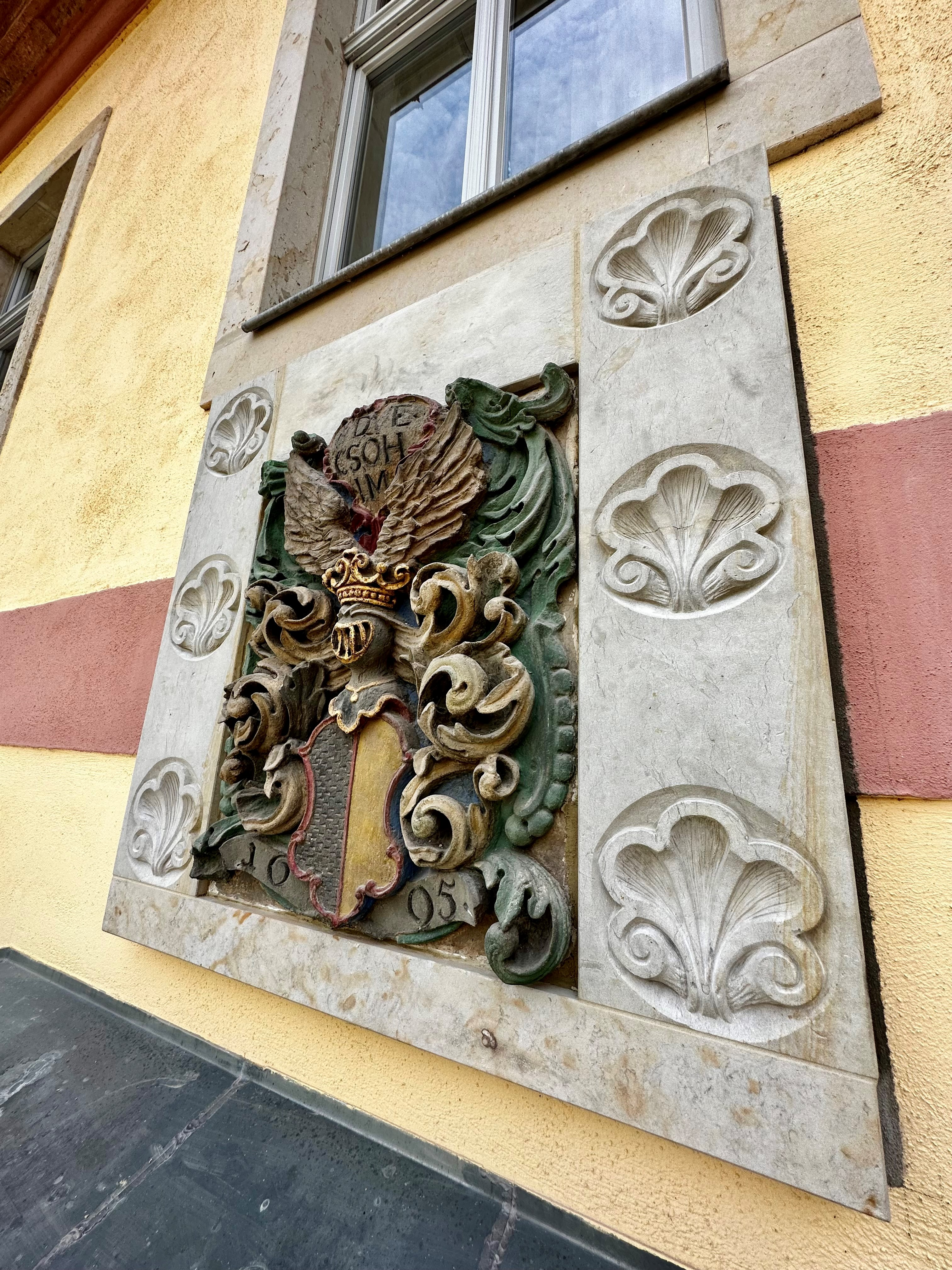
Wappenstein mit neu eingefasstem Sandstein
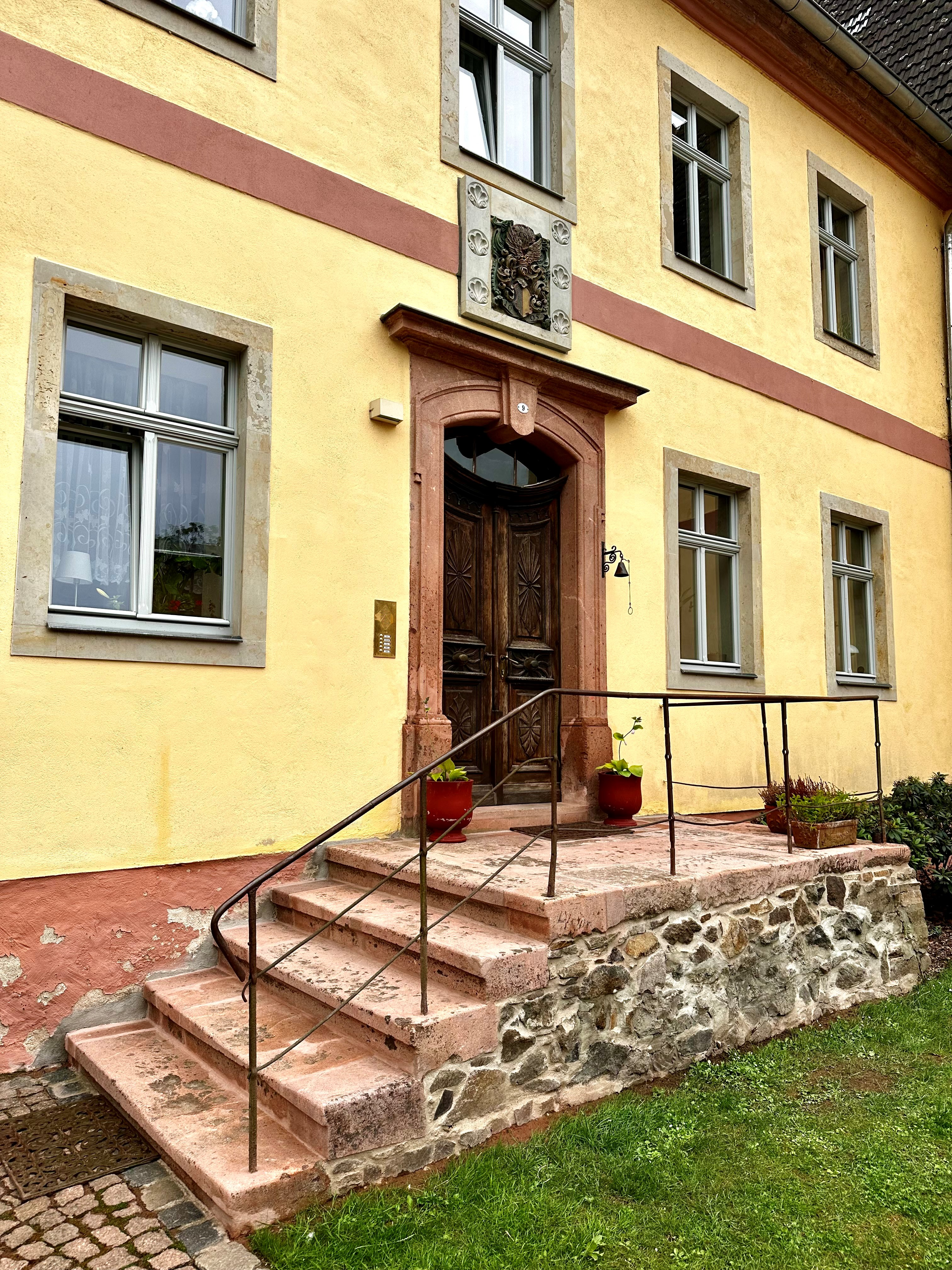
Wappenstein über dem ehemaligem Garteneingang

#### Familienwappen der Familie zu Abendroth
Das dritte Wappen gehört der Familie von Abendroth, die das Rittergut im späten 18. Jahrhundert übernahm. Es befindet sich ebenfalls im Neorenaissance-Nordgiebel des Herrenhauses, oberhalb der ersten Fensterreihe, und ist aus Porphyr gefertigt. Die Initialen „A.v.A.“ (Alfred von Abendroth) sowie die Jahreszahl „1894“ deuten darauf hin, dass dieses Wappen im Zuge der Neorenaissance-Sanierung der Gebäudegiebel im Jahr 1894 angebracht wurde.